# Daniel Gordon
Daniel Gordon (ur. 16 stycznia 1985 w Dortmundzie) – urodzony w Niemczech jamajski piłkarz, grający na pozycji obrońcy.

## Kariera klubowa
Gordon seniorską karierę rozpoczął w klubie VfL Bochum, w którym jednak ani razu nie zagrał w pierwszym zespole, występował jedynie w drużynie rezerw. W 2006 roku trafił do Borussii Dortmund, w ciągu trzech lat zaliczył jednak ledwie osiem występów w niemieckiej Bundeslidze. Latem 2009 roku przeniósł się do grającego wówczas w drugiej lidze Rot-Weiß Oberhausen, sezon 2011-12 spędził w FSV Frankfurt, od lata 2012 roku jest natomiast graczem Karlsruher SC, z którym w sezonie 2012/13 wywalczył awans do drugiej ligi niemieckiej.

## Kariera reprezentacyjna
W reprezentacji Jamajki zadebiutował 5 czerwca 2013 roku w meczu eliminacji mistrzostw świata przeciwko Meksykowi. Na boisku przebywał przez pełne 90 minut.
| Mecze i gole w reprezentacji | Mecze i gole w reprezentacji | Mecze i gole w reprezentacji | Mecze i gole w reprezentacji | Mecze i gole w reprezentacji | Mecze i gole w reprezentacji | Mecze i gole w reprezentacji |
| #                            | Data                         | Stadion                      | Rywal                        | Wynik                        | Gol                          | Rozgrywki                    |
| 2013                         | 2013                         | 2013                         | 2013                         | 2013                         | 2013                         | 2013                         |
| ---------------------------- | ---------------------------- | ---------------------------- | ---------------------------- | ---------------------------- | ---------------------------- | ---------------------------- |
| 1.                           | 05.06.2013                   | Kingston, Jamajka            | Meksyk                       | 0:1                          | 0                            | El. MŚ 2014                  |
| 2.                           | 08.06.2013                   | Kingston, Jamajka            | Stany Zjednoczone            | 1:2                          | 0                            | El. MŚ 2014                  |
| 3.                           | 12.06.2013                   | Tegucigalpa, Honduras        | Honduras                     | 0:2                          | 0                            | El. MŚ 2014                  |